# 上海证券大厦
31°14′18″N 121°30′23″E / 31.23833°N 121.50639°E

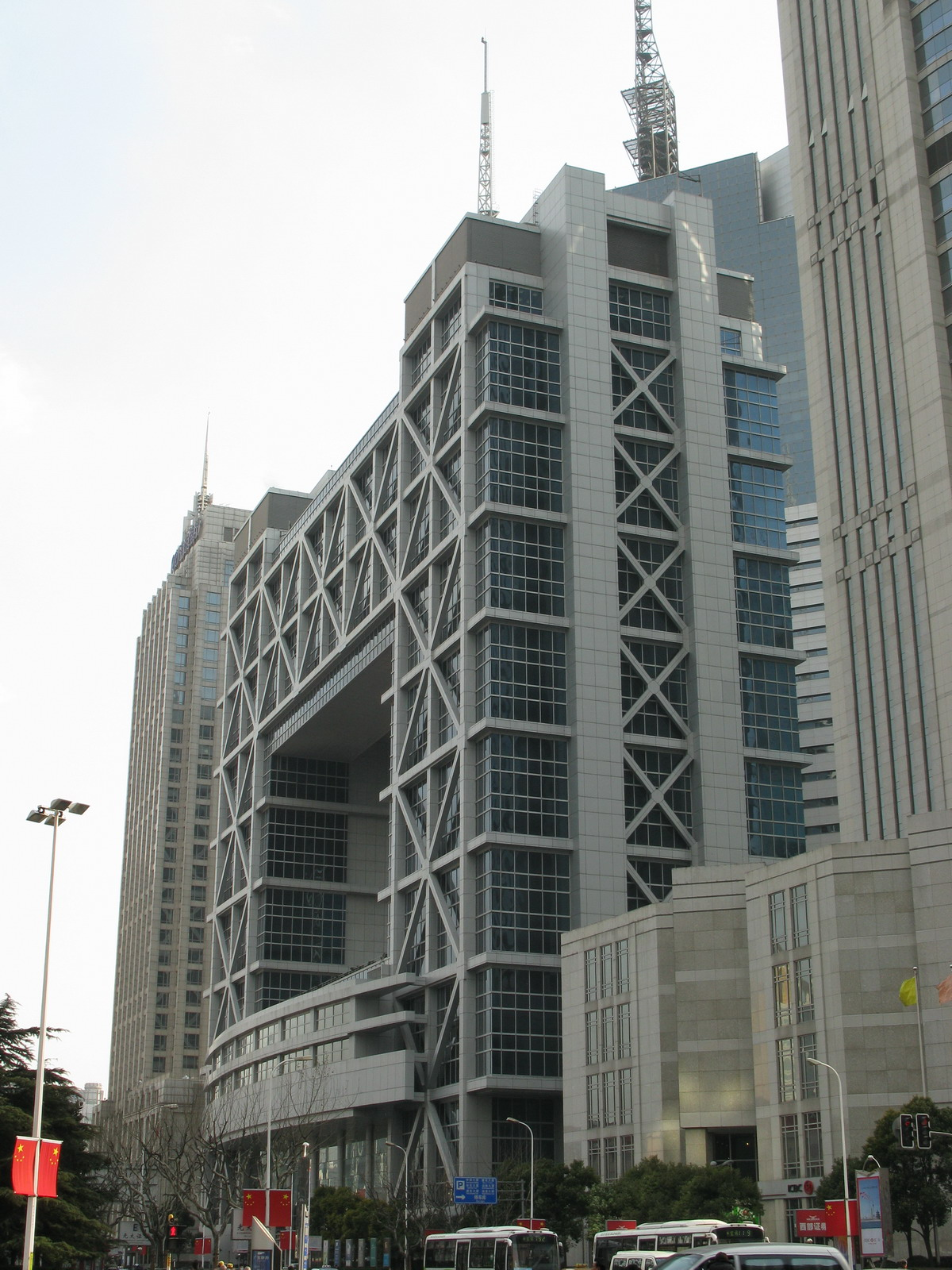
上海证券大厦

上海证券交易大廈位於中华人民共和国上海市浦东新区浦东南路528号，是上海证券交易所所在地。該建築高109米，地上27层，地下3层。总建筑面积约10万平方米，由加拿大WZMH建筑设计事务所设计。2至9层供上海证券交易所使用，10层以上为写字楼。大厦于1997年12月19日启用。